# Морисита, Синъити
Синъити Морисита (яп. 森下 申一 Морисита Синъити, род. 28 декабря 1960, Сидзуока) — японский футболист. Выступал за национальную сборную. После окончания карьеры футболиста долгое время работал тренером вратарей в японских клубах, пока осенью 2021 не возглавил «Токио» как главный тренер.

## Клубная карьера
На протяжении своей футбольной карьеры выступал за клубы «Джубило Ивата», «Киото Пёрпл Санга». После окончания Токийского университета сельского хозяйства стал игроком «Ямаха Моторс» (позже — «Джубило Ивата») в 1983 году. В сезоне 1987/88 клуб выиграл национальный чемпионат, а Морисита был включён в символическую сборную и был признан футболистом года в Японии. В 1992 году японская футбольная лига подверглась реформированию и готовила почву для создания новой Джей-лиги. В итоге 12 команд, включая «Ямаха Моторс», провели последний сезон в рамках японской футбольной лиги 1991/92, после чего 10 клубов (8 — из закончивших сезон 1991/92, 1 — из второго дивизиона и 1 — новый клуб «Симидзу С-Палс») начали подготовку к сезону 1993 года в рамках профессиональной Джей-лиги, а ещё 10 (4 — закончивших сезон 1991/92 и 6 команд из второго дивизиона) провели ещё 18 игр между собой в рамках полупрофессиональной футбольной лиги, по сути, ставшей аналогом второго дивизиона. В ней победил «Ямаха Моторс». В следующем году команда Мориситы заняла второе место в этой же лиге и получила право присоединиться к Джей-лиге, где в 1994 году заняла восьмое место. В 1995 Морисита перешёл в «Киото Пёрпл Санга», который боролся за выход в Джей-лигу, и помог команде добиться своей цели. В 1997 году футболист завершил карьеру, сыграв 313 матчей.

## Карьера в сборной
С 1985 по 1991 год сыграл за национальную сборную Японии 28 матчей. Дебютным матчем стала встреча 4 июня 1985 года против Малайзии. С 1986 года Морисита стал основным вратарём национальной команды. Он провёл в воротах отборочные матчи к чемпионату мира 1986, матчи квалификации на летние Олимпийские игры 1988, а также участвовал в Азиатских играх 1986 года. И хотя с 1988 года место основного вратаря в воротах сборной занял Сигэтацу Мацунага, Морисита провёл все матчи Азиатских игр в 1990 году. И через полгода завершил карьеру в национальной команде.

## Достижения

### Командные
«Ямаха Моторс»
- Победитель Первого дивизиона японской футбольной лиги: 1987/88

### Индивидуальные
- Футболист года в Японии: 1987
- Вратарь года в японской футбольной лиге: 1987/88, 1989/90
- Включён в символическую сборную японской футбольной лиги: 1987/88

## Статистика

### В клубе
| Выступления за клуб | Выступления за клуб | Выступления за клуб          | Лига  | Лига | Кубок            | Кубок            | Кубок лиги | Кубок лиги | Итого | Итого |
| Сезон               | Клуб                | Лига                         | Матчи | Голы | Матчи            | Голы             | Матчи      | Голы       | Матчи | Голы  |
| Япония              | Япония              | Япония                       | Лига  | Лига | Кубок Императора | Кубок Императора | Кубок лиги | Кубок лиги | Итого | Итого |
| ------------------- | ------------------- | ---------------------------- | ----- | ---- | ---------------- | ---------------- | ---------- | ---------- | ----- | ----- |
| 1983                | Ямаха Моторс        | Чемпионат Японии. Дивизион 1 | 14    | 0    |                  |                  |            |            | 14    | 0     |
| 1984                | Ямаха Моторс        | Чемпионат Японии. Дивизион 1 | 16    | 0    |                  |                  |            |            | 16    | 0     |
| 1985/86             | Ямаха Моторс        | Чемпионат Японии. Дивизион 1 | 21    | 0    |                  |                  |            |            | 21    | 0     |
| 1986/87             | Ямаха Моторс        | Чемпионат Японии. Дивизион 1 | 22    | 0    |                  |                  |            |            | 22    | 0     |
| 1987/88             | Ямаха Моторс        | Чемпионат Японии. Дивизион 1 | 22    | 0    |                  |                  |            |            | 22    | 0     |
| 1988/89             | Ямаха Моторс        | Чемпионат Японии. Дивизион 1 | 19    | 0    |                  |                  |            |            | 19    | 0     |
| 1989/90             | Ямаха Моторс        | Чемпионат Японии. Дивизион 1 | 21    | 0    |                  |                  |            |            | 21    | 0     |
| 1990/91             | Ямаха Моторс        | Чемпионат Японии. Дивизион 1 | 20    | 0    |                  |                  | 2          | 0          | 22    | 0     |
| 1991/92             | Ямаха Моторс        | Чемпионат Японии. Дивизион 1 | 21    | 0    |                  |                  | 1          | 0          | 22    | 0     |
| 1992                | Ямаха Моторс        | Японская футбольная лига     | 18    | 0    |                  |                  | -          | -          | 18    | 0     |
| 1993                | Ямаха Моторс        | Японская футбольная лига     | 17    | 0    | 1                | 0                | 5          | 0          | 23    | 0     |
| 1994                | Джубило Ивата       | Джей-лига                    | 32    | 0    | 1                | 0                | 4          | 0          | 37    | 0     |
| 1995                | Киото Пёрпл Санга   | Японская футбольная лига     | 28    | 0    | 1                | 0                | -          | -          | 29    | 0     |
| 1996                | Киото Пёрпл Санга   | Джей-лига                    | 29    | 0    | 3                | 0                | 14         | 0          | 46    | 0     |
| 1997                | Киото Пёрпл Санга   | Джей-лига                    | 13    | 0    | 2                | 0                | 6          | 0          | 21    | 0     |
| Итого               | Итого               | Итого                        | 313   | 0    | 14               | 0                | 32         | 0          | 359   | 0     |

### В сборной
| Сборная Японии | Сборная Японии | Сборная Японии |
| Год            | Матчи          | Голы           |
| -------------- | -------------- | -------------- |
| 1985           | 2              | 0              |
| 1986           | 4              | 0              |
| 1987           | 10             | 0              |
| 1988           | 2              | 0              |
| 1989           | 3              | 0              |
| 1990           | 6              | 0              |
| 1991           | 1              | 0              |
| Итого          | 28             | 0              |